# Palais de la découverte
Palais de la découverte (Cung khám phá) là một bảo tàng khoa học nằm tại Quận 8, Paris, trên đại lộ Franklin-Delano-Roosevelt. Bảo tàng được Jean Perrin (giải Nobel vật lý năm 1926) thành lập vào năm 1937 nhân dịp triển lãm thế giới Nghệ thuật và kỹ nghệ trong cuộc sống hiện đại. Palais de la découverte có diện tích 25.000 m², thuộc dãy phía Tây của Grand Palais do kiến trúc sư Albert-Félix-Théophile Thomas xây dựng. Ngày nay, mỗi năm Palais de la découverte đón khoảng 600 ngàn khách thăm.